# Ekaterina Kostina
Ekaterina Arkad'evna Kostina (* 18. Oktober 1964 in Minsk, Belarussische Sozialistische Sowjetrepublik) ist eine belarussisch-deutsche Mathematikerin und Hochschullehrerin. Sie ist Professorin an der Ruprecht-Karls-Universität Heidelberg und war 2007 die erste Mathematik-Professorin an der Philipps-Universität Marburg.

## Leben und Werk
Kostina besuchte von 1971 bis 1981 das Gymnasium N 64 in Minsk. Anschließend studierte sie an der Belarussischen Staatlichen Universität in Minsk, wo sie 1986 den Master of Science erhielt und 1990 in Mathematik promovierte mit der Dissertation: Algorithms for solving nonsmooth minmax problems. Von 1986 bis 1992 war sie Junior Forschungswissenschaftlerin und von 1993 bis 1997 Forschungswissenschaftlerin am Institute of Mathematics of the BSSR Ac.Sci., Minsk. Danach war sie bis 2002 Forschungswissenschaftlerin und bis 2006 wissenschaftliche Assistentin am Interdisziplinärem Zentrum für wissenschaftliches Rechnen IWR der Universität Heidelberg. Nach einer Gastprofessur an der Universität Siegen wurde sie 2007 Professorin für Mathematik an der Fakultät für Mathematik und Informatik und leitete den Lehrstuhl Numerische Optimierung der Universität Marburg. 2010 wurde sie Mitglied von Synmicro, dem Zentrum für Synthetische Mikrobiologie der Philipps-Universität Marburg, dem Max-Planck-Institut für terrestrische Mikrobiologie und der Max-Planck-Gesellschaft. 2015 nahm sie einen Ruf auf eine Professur für Numerische Mathematik an die Ruprecht-Karls-Universität Heidelberg an. Sie ist Gründungsmitglied des nationalen Komitees für Mathematische Modellierung, Simulation und Optimierung (KoMSO).

## Auszeichnungen
- 1985/1986: Wladimir Iljitsch Lenin Stipendium für hervorragende Studienerfolge
- 2004: Bester Vortrag in der Section Optimization auf der DMV-Jahreskonferenz
- 2013: Ernennung zum Mitglied des Beirats des BMBF-Programms „Mathematik“

## Mitgliedschaften
- seit 1994: National Academy of Automatic Control (Minsk)
- seit 2000: Society for Industrial and Applied Mathematics (SIAM), SIAM Activity Group on Optimization
- seit 2003: Mathematical Programming Society
- seit 2007:  Interdisciplinary Center for Scientific Computing University of Heidelberg

## Veröffentlichungen (Auswahl)
- Bock H. G., Kostina E. A., Phu H. X., Rannacher R.:  Modeling, Simulation and Optimization of Complex Processes Proceedings of the International Conference on High Performance Scientific Computing March 10-14, 2003, Hanoi, Vietnam, Springer, 2004, ISBN 978-3-540-23027-4.